# Iris serotina
Iris serotina är en irisväxtart som beskrevs av Heinrich Moritz Willkomm. Iris serotina ingår i släktet irisar, och familjen irisväxter. Inga underarter finns listade i Catalogue of Life.